# Circé Lethem
Pour les articles homonymes, voir Circé (homonymie) et Lethem (homonymie).
Circé Lethem est une actrice belge née le 30 janvier 1976 à Braine-l'Alleud.

## Biographie
Elle est la fille du cinéaste expérimental Roland Lethem et de la directrice de casting Gerda Diddens.
Chantal Akerman l'a révélée en 1993 dans son téléfilm autobiographique Portrait d'une jeune fille de la fin des années 60 à Bruxelles (de la série produite par Arte Tous les garçons et les filles de leur âge).

## Filmographie sélective

### Cinéma
- 1985 : Roland Lethem et ses enfants, Portrait de groupe #10 de Gérard Courant
- 1994 : Portrait d'une jeune fille de la fin des années 60 à Bruxelles de Chantal Akerman
- 1998 : Amphitryon 94 de Patrice Bauduinet (Prime à la qualité décerné par le Ministère de la Communauté française de Belgique en 1998)
- 2000 : Les Destinées sentimentales d'Olivier Assayas
- 2001 : La Chambre des officiers de François Dupeyron
- 2002 : Mamaman de Iao Lethem
- 2003 : Toutes ces belles promesses de Jean-Paul Civeyrac
- 2004 : Une fameuse journée / Een Rare Dag de Jean-Marie Buchet
- 2006 : Octobre de Pierre Léon
- 2007 : J'aurais voulu être un danseur d'Alain Berliner
- 2009 : Rapt de Lucas Belvaux
- 2009 : Diamant 13 de Gilles Béhat
- 2009 : Sœur Sourire de Stijn Coninx
- 2011 : Rundskop de Michaël Roskam
- 2014 : De Behandeling de Hans Herbots
- 2016 : Les Survivants de Luc Jabon (en pré-production)

### Télévision
- 2003 : La Maison du canal d'Alain Berliner
- 2014 : The Missing de Tom Shankland
- 2015 : Voor Wat Hoort Wat de Christophe Van Rompaey

## Doublage
- 2010 : Doctor Who : Le Fantôme des Noëls passés : Kazran Sardick enfant (Laurence Belcher)
- 2008 : Frérot et Sœurette de la série Les Contes de Grimm
- 2010 : La Lumière Bleue dans la série Les Contes de Grimm
- 2011 : La Petite Fille aux écus d'or de la série Les Contes de Grimm
- Docteur La Peluche : Donny McStuffins
- Crash et Bernstein : Wyatt Bernstein
- Mighty Med : Alan Diaz
- Kirby Buckets : Kirby
- Nicky, Ricky, Dicky & Dawn : Dicky
- Eureka Seven : renton thurston
- Section Genius : Angus Chestnut (Aedin Mincks)
- Yo soy Franky : Franky Andrade (Maria Gabriela de Faria)
- Kally's Mashup : Camila
- Beyblade : Tyson Granger
- Billy the Cat, dans la peau d'un chat : Billy
- Medabots : Eddie (épisode 4)
- 2021 : Chuggington : Wilson (saison 6)